# Likpe
Lipke, även sekpele, är ett kwaspråk i Ghana med 23400 talare (2003). De flesta talarna av lipke är tvåspråkiga, med ewe som andra språk. Många talar dessutom akan.
Delar av Bibeln har översatts till likpe.